# Eutelia griseoapicata
Eutelia griseoapicata är en fjärilsart som beskrevs av Alfred Ernest Wileman och Reginald James West 1928.
Eutelia griseoapicata ingår i släktet Eutelia och familjen nattflyn. Inga underarter finns listade i Catalogue of Life.